# Агнес Чоу
Агнес Чоу Тін (кит.: 周庭, нар. 3 грудня 1996, Гонконг) — гонконзька активістка, ексречниця організації Scholarism, де стала відома під прізвиськом «богиня просвітництва». Одна з засновників політичної партії Demosistō.

## Біографія
Народилася у Гонконзі, середню освіту здобула в Канносіанському коледж Святого сімейства. Наразі навчається у Гонконгському баптистському університеті, на факультеті міжнародних відносин та політики.
Під час Революції парасольок  була однією з ключових студентських активісток, разом з Джошуа Вонгом, Дереком Ламом, Оскаром Лаєм та Натаном Ло. До 2016 року працювала речницею руху Scholarism. 
У 2016 році стала однією з засновників політичної партії Demosistō. 
Окрім трьох рідних мов (англійської, кантонської та традиційної китайської), володіє японською мовою. 